# دزدبند
دزدبن، روستایی است از توابع بخش مرزن‌آباد شهرستان چالوس در استان مازندران ایران.

## جمعیت
این روستا در دهستان کوهستان (چالوس) قرار دارد و براساس سرشماری مرکز آمار ایران در سال ۱۳۸۵، جمعیت آن ۳۵ نفر (۹خانوار) بوده‌است. مردم دزدبن از قومیت طبری هستند. مردم دزدبن به زبان طبری با گویش چالوسی سخن می‌گویند.